# Bob Kalsu
Bob Kelsu (Oklahoma City, 13 de abril de 1945 - Valle de A Shau, 21 de julio de 1970) fue un jugador de fútbol americano y soldado estadounidense que jugó profesionalmente en la American Football League y combatió en la Guerra de Vietnam.
Asistió a la Universidad de Oklahoma, donde se destacó jugando para los Sooners en la posición de liniero ofensivo. Fue reconocido como All-American en su temporada como sénior.
En el draft de la American Football League de 1968 fue elegido por los Buffalo Bills, que lo posicionaron como guard. Aunque la campaña de su equipo fue pésima durante esa temporada, Kalsu, sin embargo, se destacó por su talento y fue reconocido como el Novato del Año de los Bills.
Dado que durante su paso por la universidad se había unido al cuerpo de oficiales reservistas del Ejército de Estados Unidos, en 1969 se incorporó al servicio activo, siendo designado como miembro de la 101.ª División Aerotransportada. A raíz de ello fue enviado a Vietnam del Sur para combatir en la Guerra de Vietnam. Participó de la Batalla de la Base de Fuego Ripcord en julio de 1970, donde el proyectil de un mortero le quitó la vida. Fue condecorado con la Estrella de Bronce y el Corazón Púrpura.

## Artículos relacionados
- Pat Tillman